# Герцог Медина-Сидония
Ге́рцог Меди́на-Сидо́ния — старейший герцогский титул Испанского королевства. Глава рода традиционно владел огромными вотчинами на западе Андалусии, включая города Санлукар, Ньебла и Медина-Сидония, где стоял его родовой замок.
Король Генрих II Кастильский в 1369 году даровал мужу своей внебрачной дочери, Хуану Алонсо де Гусману, титул графа Ньебла, а своему внебрачному сыну, Энрике, — титул герцога Медина-Сидония (в 1380 году). Поскольку инфант Энрике был холост, с его смертью в 1404 году герцогский титул сделался выморочным. В 1445 году он был возрождён и присвоен 3-му графу Ньебла из рода Гусманов.
Помимо титула герцога Медина-Сидония, глава рода также именуется грандом Испании 1-го класса, герцогом Монтальто, герцогом Бивона, герцогом Фернандина и пр. Все эти титулы восходят к XVI веку.

## Род Пе́рес де Гусма́н
Гусманы — весьма разветвлённый род испанского дворянства — ведёт своё происхождение от Гусмана Доброго, который в 1296 году самоотверженно оборонял Тарифу от мавров. Линия Перес де Гусман (Pérez de Guzmán) сохраняла за собой титул герцога Медина-Сидония до 1779 года. Источником её материального благополучия была монополия на ловлю тунца методом «альмадраба». 

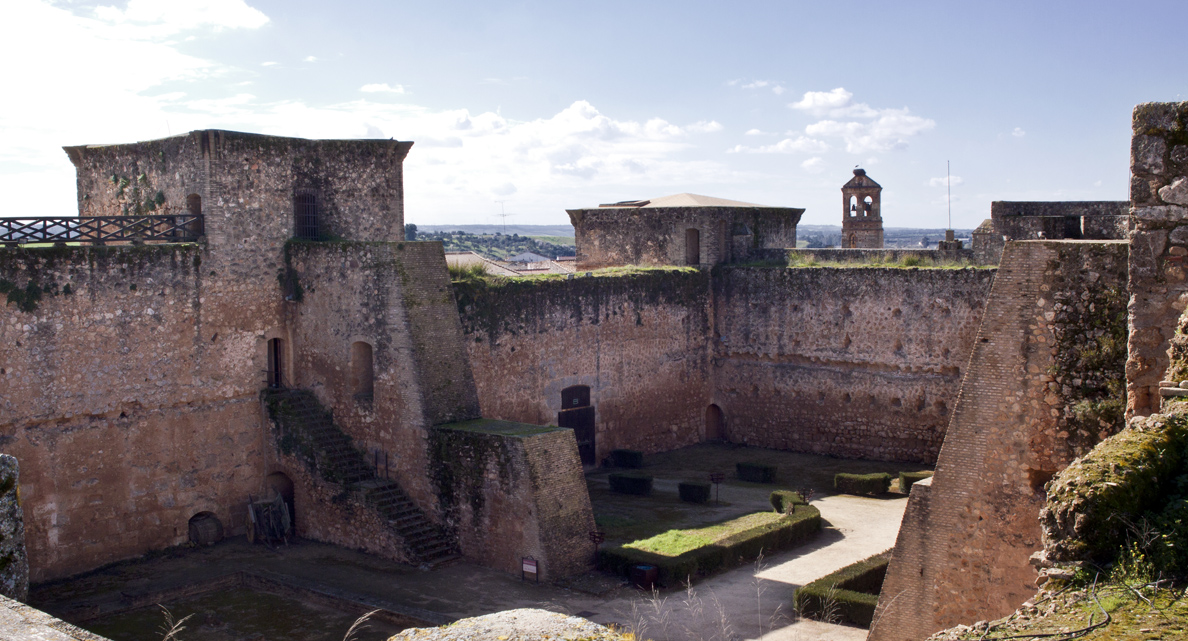
Замок Гусманов в Ньебле

В 1480-х гг. герцог Медина-Сидония вложил большие суммы в завоевание Канарских островов и развивающееся там производство сахара.  Поддержал деньгами первую экспедицию Колумба в Америку.
В 1497 году 3-й герцог Медина-Сидония возглавил завоевание Мелильи на африканском берегу; с тех пор герб этого города повторяет герб рода Медина-Сидония. Из герцогов рода Гусманов наиболее известен Алонсо Перес де Гусман (1550—1619). Как и король Филипп II, он происходил (по матери) от Фердинанда Католика. Венценосный кузен поставил его во главе Непобедимой армады. Его женой была известная в своё время красавица, Анна де Мендоса, дочь первого министра и одноглазой принцессы Эболи.
Их сын, 8-й герцог, от брака с дочерью герцога Лермы имел дочь Луизу — первую королеву Португалии после восстановления национальной государственности в 1640 году. От этого союза домов Браганса и Медина-Сидония происходят все последующие монархи Португалии.
Последний потомок 8-го герцога в мужском колене, 14-й герцог Медина-Сидония (1724—1779), не имел детей от брака с сестрой 12-го герцога Альба. Сестра его отца, 13-го герцога, была замужем за маркизом де Вильяфранка-дель-Бьерсо. После смерти 14-го герцога титулы и владения герцогов Медина-Сидония унаследовал её внук, Хосе Мария Альварес де Толедо, 11-й маркиз Вильяфранка-дель-Бьерсо, 8-й герцог Фернандина (1756—1796).

## Род А́льварес де Толедо

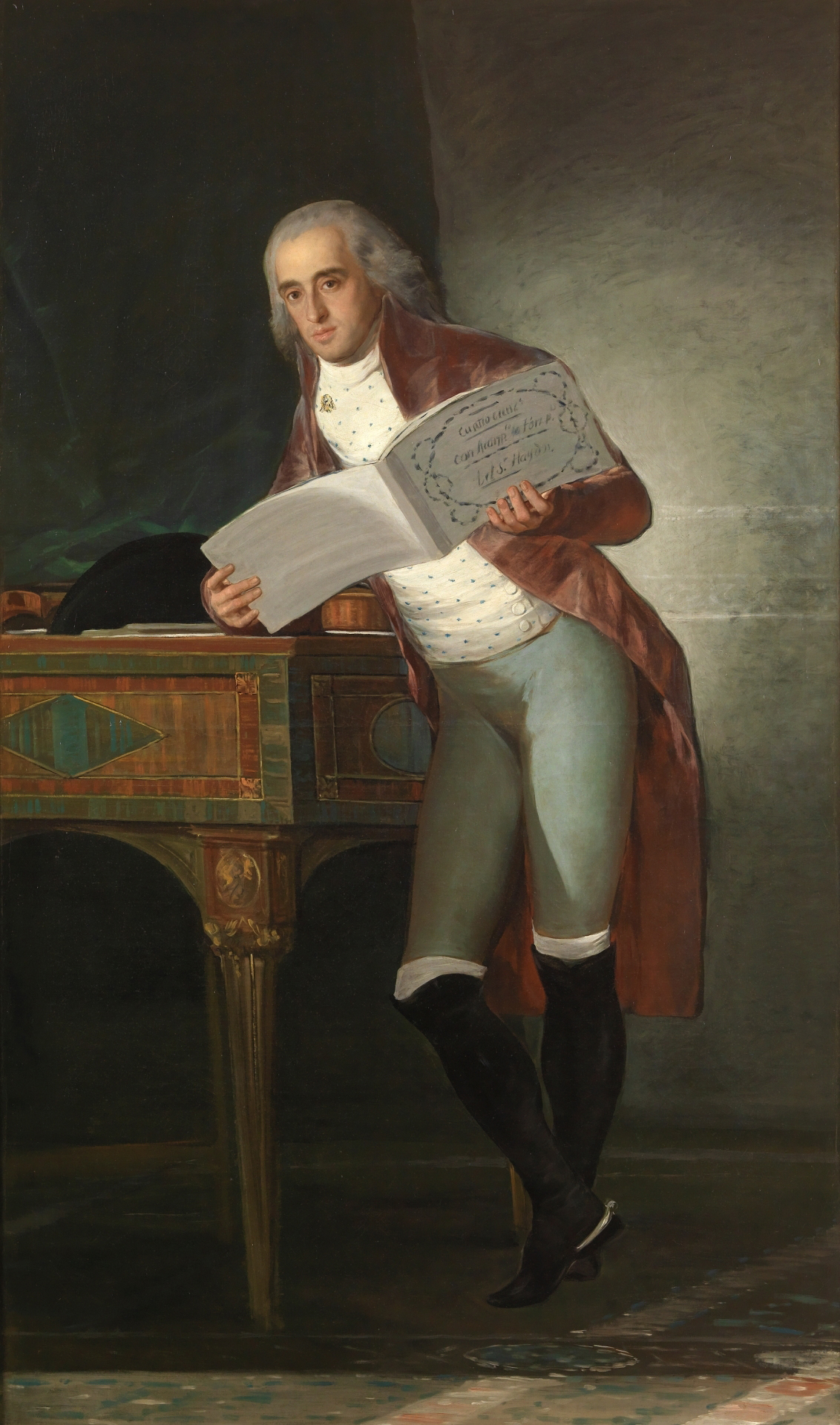
Герцог Альба (15-й герцог Медина-Сидония) на портрете работы Гойи.

Хосе Мария Альварес де Толедо, 15-й герцог Медина-Сидония происходил по прямой мужской линии от Петра Толедского по прозвищу «Великий». Глава рода Альварес де Толедо с XV века до 1755 года носил титул герцога Альба. В 1775 году был организован брак 15-го герцога Медина-Сидония с 13-й герцогиней Альба, которой тогда едва исполнилось 12 лет. Тем самым планировалось соединить два знатнейших семейства Испании. Брак был бездетным. Супруги вошли в историю как покровители художника Гойи,
Герцогский титул в 1796 году унаследовал младший брат 15-го герцога, женатый на тётке императрицы Евгении. От них по прямой мужской линии происходит Луиса Исабель Альварес де Толедо, 21-я герцогиня Медина-Сидония (1936—2008), известная писательница. Она проживала в семейной резиденции на берегу Атлантического океана в Санлукаре. Перед самой смертью оформила однополый брак с женщиной, возглавлявшей фамильный фонд Медина-Сидония. 22-м герцогом Медина-Сидония стал её сын Леонсио Алонсо Гонса́лес де Грегорио (по отцу принадлежит к роду графов Ла Пуэбла де Вальверде).

## Герцоги
1. дон Хуан Алонсо де Гусман и Суарес (ок. 1405 — 1468), 3-й граф Ньебла (1436—1468), 1-й герцог Медина-Сидония (1445—1468), сын и преемник Энрике де Гусмана (1371—1436), 2-го графа Ньебла (1396—1436)
2. дон Энрике Перес де Гусман и Фонсека (1430—1492), 2-й герцог Медина-Сидония (1468—1492), сын и преемник Хуана Алонсо де Гусмана, 1-го герцога Медина-Сидония
3. дон Хуан Альфонсо Перес де Гусман и Афтан де Рибейра (1464—1507), 3-й герцог Медина-Сидония (1492—1507), сын 2-го герцога Медина-Сидония
4. дон Энрике Перес де Гусман и Фернандес де Веласко (1494—1512), 4-й герцог Медина-Сидония (1507—1512), старший сын и преемник 3-го герцога Медина-Сидония
5. дон Альфонсо Перес де Гусман и де Гусман-Суньига (1500—1549), 5-й герцог Медина-Сидония (1512—1549), второй сын 3-го герцога Медина-Сидония
6. дон Хуан Альфонсо Перес де Гусмани де Гусман-Суньига (1502—1558), 6-й герцог Медина-Сидония (1549—1558), третий сын 3-го герцога Медина-Сидония
7. дон Алонсо Перес де Гусман и де Суньига-Сотомайор (1550—1615), 7-й герцог Медина-Сидония (1558—1615), сын Хуана Карлоса де Гусмана и де Арагона (ум. 1556) и внук Хуана Альфонсо Переса де Гусмана, 6-го герцога Медина-Сидония
8. дон Хуан Мануэль Перес де Гусман и Сильва (1579—1636), 8-й герцог Медина-Сидония (1615—1636), сын и преемник 7-го герцога Медина-Сидония
9. дон Гаспар Альфонсо Перес де Гусман и Сандоваль (1602—1664), 9-й герцог Медина-Сидония (1636—1664), сын и преемник 8-го герцога Медина-Сидония
10. дон Гаспар Хуан Перес де Гусман (1630—1667), 10-й герцог Медина-Сидония (1664—1667), старший сын 9-го герцога Медина-Сидония, бездетен
11. дон Хуан Кларос Перес де Гусман и Фернандес де Кордоба (1642—1713), 11-й герцог Медина-Сидония (1667—1713), второй сын 9-го герцога Медина-Сидония
12. дон Мануэль Перес де Гусман и Пиментель (1671—1721), 12-й герцог Медина-Сидония (1713—1721), сын и преемник 11-го герцога Медина-Сидония
13. дон Доминго Хосе Кларос Перес де Гусман и де Сильва (1691—1739), 13-й герцог Медина-Сидония (1721—1739), сын и преемник 12-го герцога Медина-Сидония
14. дон Педро де Алькантара Алонсо Перес де Гусман и Лопес-Пачеко (1724—1779), 14-й герцог Медина-Сидония (1739—1779), сын и преемник 13-го герцога Медина-Сидония
15. дон Хосе Мария Альварес де Толедо и Гонсага (17569—1796), 15-й герцог Медина-Сидония (1779—1796), старший сын Антонио Альвареса де Толедо Осорио и Перес де Гусман эль Буэно (1716—1773), 10-го маркиза Виллафранка-дель-Бьерсо, 10-го маркиза де-лос-Велеса и 5-го маркиза Вильянуэва-Валдуэза, внук и преемник 14-го герцога Медина-Сидония
16. дон Франсиско де Борджа Альварес де Толедо (1763—1821), 16-й герцог Медина-Сидония (1796—1821), сын Антонио Альвареса де Толедо Осорио и Перес де Гусман эль Буэно (1716—1773), 10-го маркиза Виллафранка-дель-Бьерсо, 10-го маркиза де-лос-Велеса и Гранда Испании, 5-го маркиза Вильянуэва-Валдуэзы.
17. дон Педро де Алькантара Альварес де Толедо (1803—1867), 17-й герцог Медина-Сидония (1821—1867), сын и преемник 16-го герцога Медина-Сидония
18. дон Хосе Хоакин Альварес де Толедо (1826—1900), 18-й герцог Медина-Сидония (1867—1900), старший сын и преемник 17-го герцога Медина-Сидония
19. дон Хосе Хоакин Альварес де Толедо (1865—1915), 19-й герцог Медина-Сидония (1900—1915), старший сын 18-го герцога Медина-Сидония
20. дон Хоакин Альварес де Толедо (1894—1955), 20-й герцог Медина-Сидония (1915—1955), старший сын 19-го герцога Медина-Сидония
21. донья Луиса Исабель Альварес де Толедо и Маура (1936—2008), 21-я герцогиня Медина-Сидония (1957—2008), единственная дочь 20-го герцога Медина-Сидония
22. дон Леонсио Алонсо Гонсалес де Грегорио и Альварес де Толедо (род. 3 января 1956), 22-й герцог Медина-Сидония (с 2008 года), ныне здравствующий глава дома Медина-Сидония, старший сын Луисы Исабели Альварес де Толедо и Маура
(наследник — Энрике Алонсо Гонсалес де Грегорио и Винамата (род. 31 декабря 1983), будущий 23-й герцог Альба), старший сын Леонсио